# سيدني بي. نيلسون
سيدني بي. نيلسون (بالإنجليزية: Sydney B. Nelson)‏ هو محامي وسياسي أمريكي، ولد في 12 مارس 1935 في شريفبورت في الولايات المتحدة. حزبياً، نشط في الحزب الديمقراطي والحزب الجمهوري. وقد انتخب عضو مجلس ولاية لويزيانا.